# Cristina Rodríguez Cabral
Cristina Rodríguez Cabral   (Montevideo, 26 de maig de 1959) és una poeta, professora i activista uruguaiana. És autora de llibres de poesia, prosa i assaig.

## Biografia
Cristina Rodríguez té una llicenciatura en Sociologia i una altra en Infermeria, professió que va exercir per alguns anys a l'Uruguai. Va continuar la seva formació acadèmica a la Universitat de Missouri, Califòrnia (Estats Units d'Amèrica), on va obtenir un títol de doctorat en Filosofia. Actualment resideix als Estats Units d'Amèrica, on treballa com a investigadora i professora universitària.
Escriu literatura des dels 11 anys. Les seves primeres publicacions les va fer a través del setmanari cultural de l'Organització Món Afro (OMA), en la qual militava pels drets dels afrodescendents a l'Uruguai. El 1986, la seva obra en prosa Bahía, mágica Bahía obté el Premi Casa de las Américas. En l'actualitat, Rodríguez Cabral és una referent internacional de la literatura afrouruguaiana, i és una de les poques autores afrouruguaianes vives a les que se li han dedicat estudis acadèmics.
En la seva obra en general es troben manifestacions de resistència a la marginació i l'opressió, tant racial com de gènere. Hi ha en les seves obres «una necessitat per recordar i reafirmar els valors heretats tant de la seva família com de l'Àfrica». Els seus treballs inicials estan enfocades en els seus sentiments i experiències íntimes des de la perspectiva d'una dona negra hispanoamericana. En els seus treballs posteriors a 1995 introdueix temes vinculats a la militància social, el racisme i la identitat cultural.

## Obra
- 1986, Bahía, mágica Bahía (Premi Casa de las Américas).
- 1987, Pájaros sueltos.
- 1988, Entre giros y mutaciones.
- 1989, Desde el sol.
- 1989, La del espejo y yo.
- 1989, De par en par.
- 1992, Quinientos años después y hoy más que nunca.
- 1993, Desde mi trinchera.
- 1996, Pedirán más.
- 1998, Memoria y resistencia.
- 1999, Noches sin luna, días con sol.
- 2004, Memoria y resistencia (antologia).